# 다이센촌
다이센촌(大山村)은 돗토리현 사이하쿠군에 있던 촌이다. 현재의 다이센정의 일부에 해당한다.

## 역사
- 1889년 10월 1일 - 정촌제 시행에 의해 아세리군 다이센촌이 성립하였다.
- 1896년 4월 1일 - 군의 통합에 의해 사이하쿠군에 소속되었다.
- 1955년 11월 3일 - 다이세이정과 합병해 새로운 다이세이정이 신설하여 폐지되었다.

## 참고문헌
- 角川日本地名大辞典 31 鳥取県
- 『市町村名変遷辞典』東京堂出版、1990年。